# جلكى نهرية دانوبية
جلكى نهرية دانوبية (الاسم العلمي: Eudontomyzon vladykovi) هي نوع من الحيوانات المائية يتبع جنس جلكى مسننة من فصيلة الجلكية.